# Tynanthus macranthus
Tynanthus macranthus là một loài thực vật có hoa trong họ Chùm ớt. Loài này được L.O.Williams miêu tả khoa học đầu tiên năm 1967.